# Сегедский университет
Се́гедский университет (венг. Szegedi Tudományegyetem, SZTE) — университет в венгерском городе Сегеде.

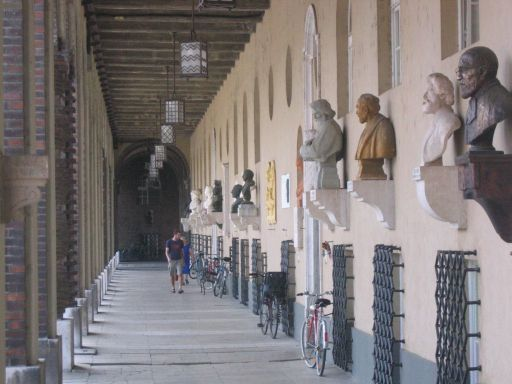
Галерея портретов известных людей, связанных с университетом

## История
История Сегедского университета начинается в Коложваре, где и основал университет император Франц Иосиф I в 1872 году . По итогам Первой мировой войны Коложвар оказался за пределами Венгрии, и в 1921 году был осуществлён переезд в Сегед. В это время в университете насчитывалось четыре факультета (юридический, медицинский, факультет математики и естественных наук и факультет искусств, языков и истории).
Среди профессоров университета в межвоенный период был нобелевский лауреат по физиологии и медицине 1937 года Альберт Сент-Дьёрди. После Венского арбитража 1940 года университет был переведён обратно в Клуж-Напоку, но одновременно в Сегеде был создан новый Королевский университет имени Миклоша Хорти. С 1945 года университет называется Сегедским. 
16 октября 1956 года часть студентов университета организованно вышла из прокоммунистического «Демократического союза молодёжи» (венгерского аналога комсомола) и возродили «Союз студентов венгерских университетов и академий», существовавший после войны и разогнанный правительством.
В 1951 году на базе медицинского факультета был создан отдельный институт. В 1962 году университету было присвоено имя поэта Аттилы Йожефа. 

## Структура университета
В 2000 году произошло объединение собственно университета, медицинского университета и нескольких других учебных заведений в единый Сегедский университет. 
В настоящее время в университете работают следующие факультеты:
- Сельскохозяйственный
- Свободных искусств
- Зубоврачебный
- Экономики и бизнес-администрирования
- Инженерный
- Наук о здоровье и социальных наук
- Юридический
- Медицинский
- Музыки
- Фармацевтический
- Естественных наук и информатики
- Педагогический

Университету принадлежит Пискештетёская наблюдательная станция.